# Iglesia de Santo Domingo de Silos (Señuela)
Las iglesia de Santo Domingo de Silos es una iglesia fortificada que se encuentra en Señuela (Provincia de Soria, Castilla y León, España).
La iglesia fue construida posiblemente aprovechando los restos de una torre de origen árabe anterior que se identifica con el cuerpo bajo de la torre campanario actual.

## Historia
Señuela ofrece una amplia vista sobre los campos de Almazán, que queda al noroeste, además de encontrarse próxima a fortificaciones a las que pudiera servir de avanzada de señales, como Morón de Almazán.
Tras la reconquista, la iglesia fue edificada utilizando los restos de lo que podría ser una torre de origen árabe, por su configuración, usada como base para el campanario actual.

## Descripción
La base del campanario de la iglesia presenta una estructura que podría encajar dentro de este contexto como un sistema defensivo formado por una torre aislada o pequeño castillo. Se muestra claramente la diferencia de aparejo exento respecto al muro adosado de la iglesia y se aprecian las distintas etapas constructivas, rematada por el campanario y una serie de almenas decorativas construidas en el siglo XV. Destacan las gárgolas de las cuatro esquinas de la torre.
La iglesia actual, con elementos góticos, tiene nave única y cabecera cuadrada. En el cuerpo inferior de la torre se encuentra la capilla de San Diego y en el último se abren los huecos para las campanas. La cúpula que cierra interiormente la torre, está formada por cuatro columnas con capiteles de los que parten las nervaduras abovedadas.

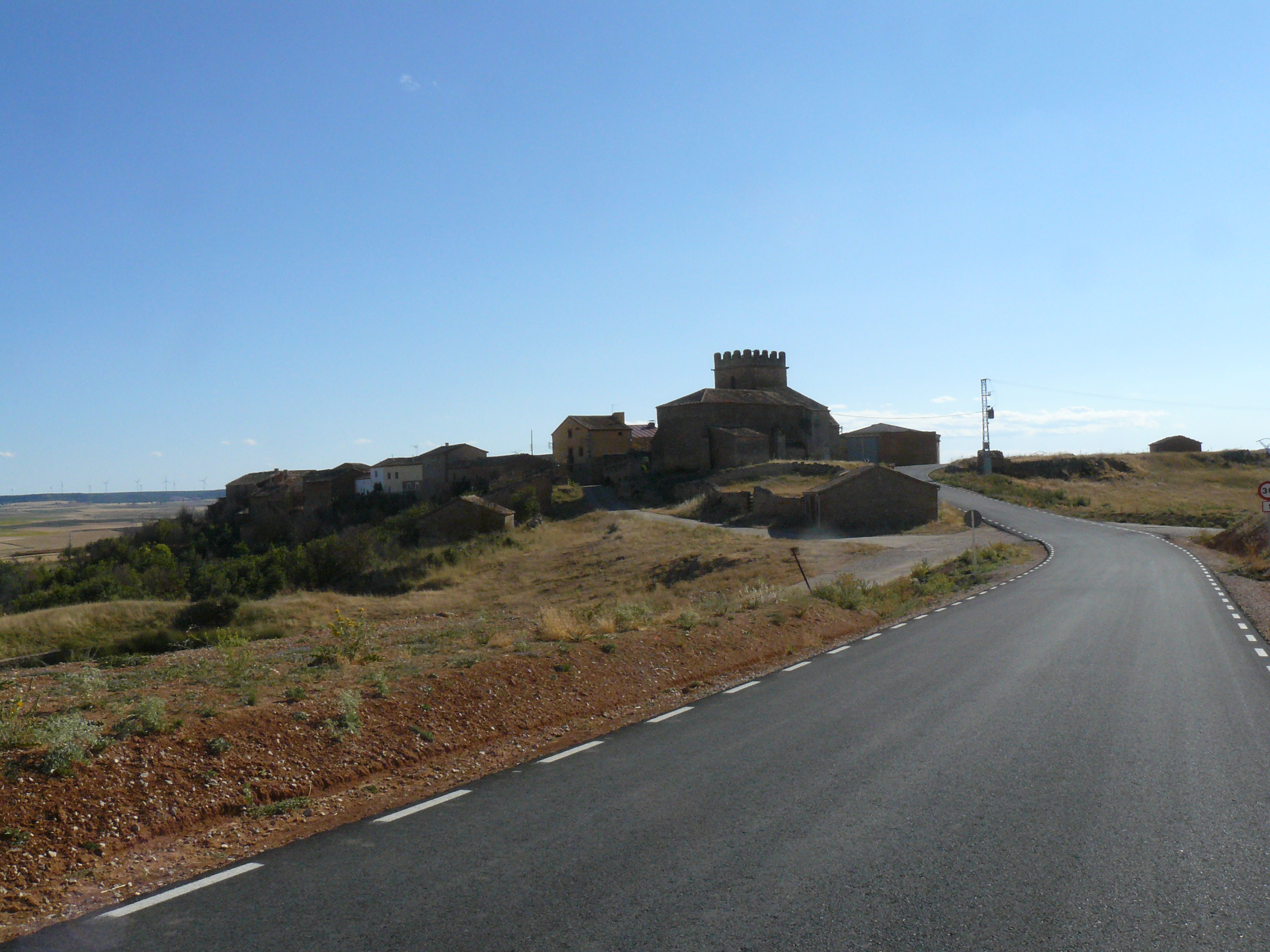
Vista general de la iglesia
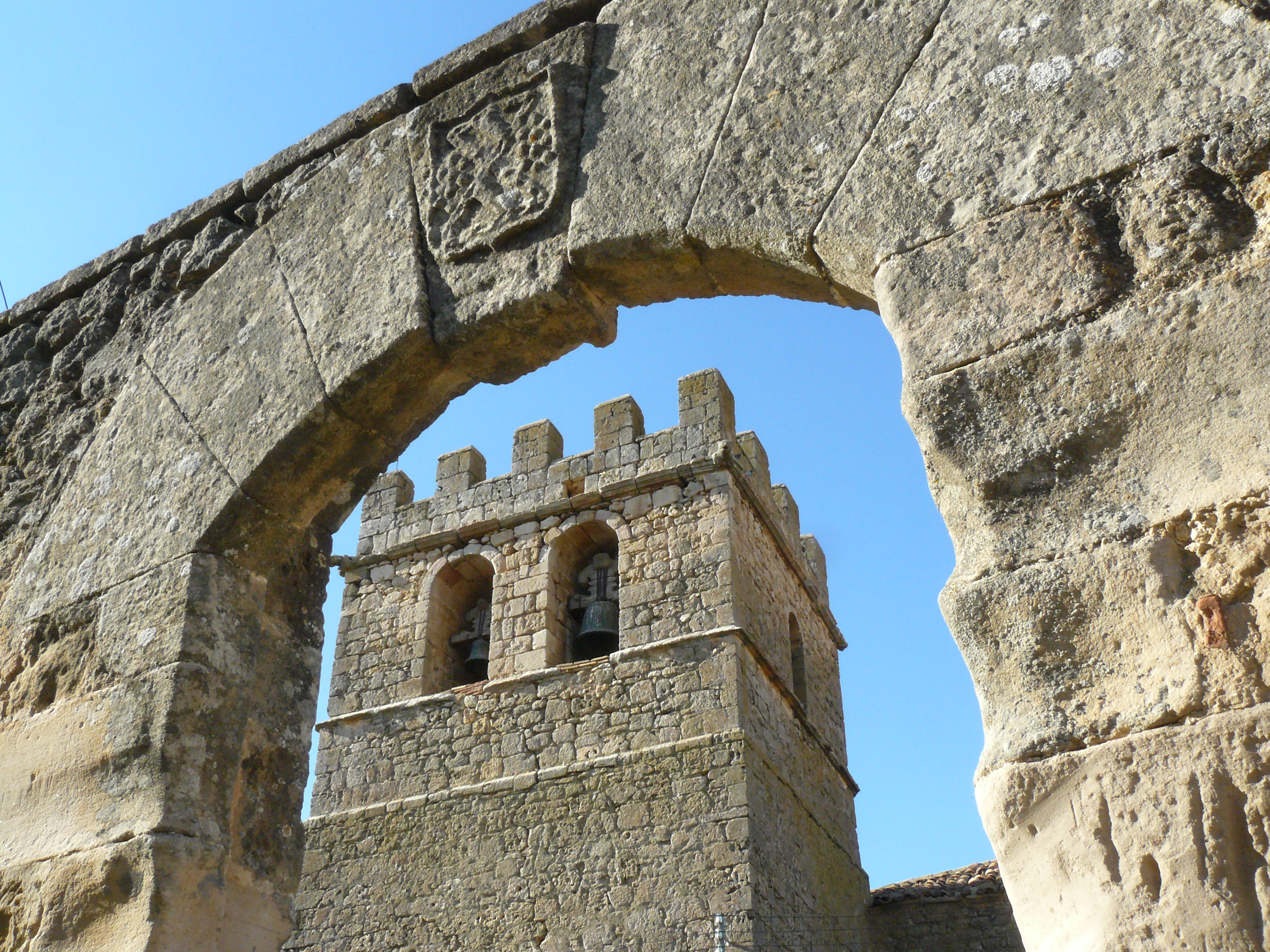
Campanario a través de la puerta del atrio
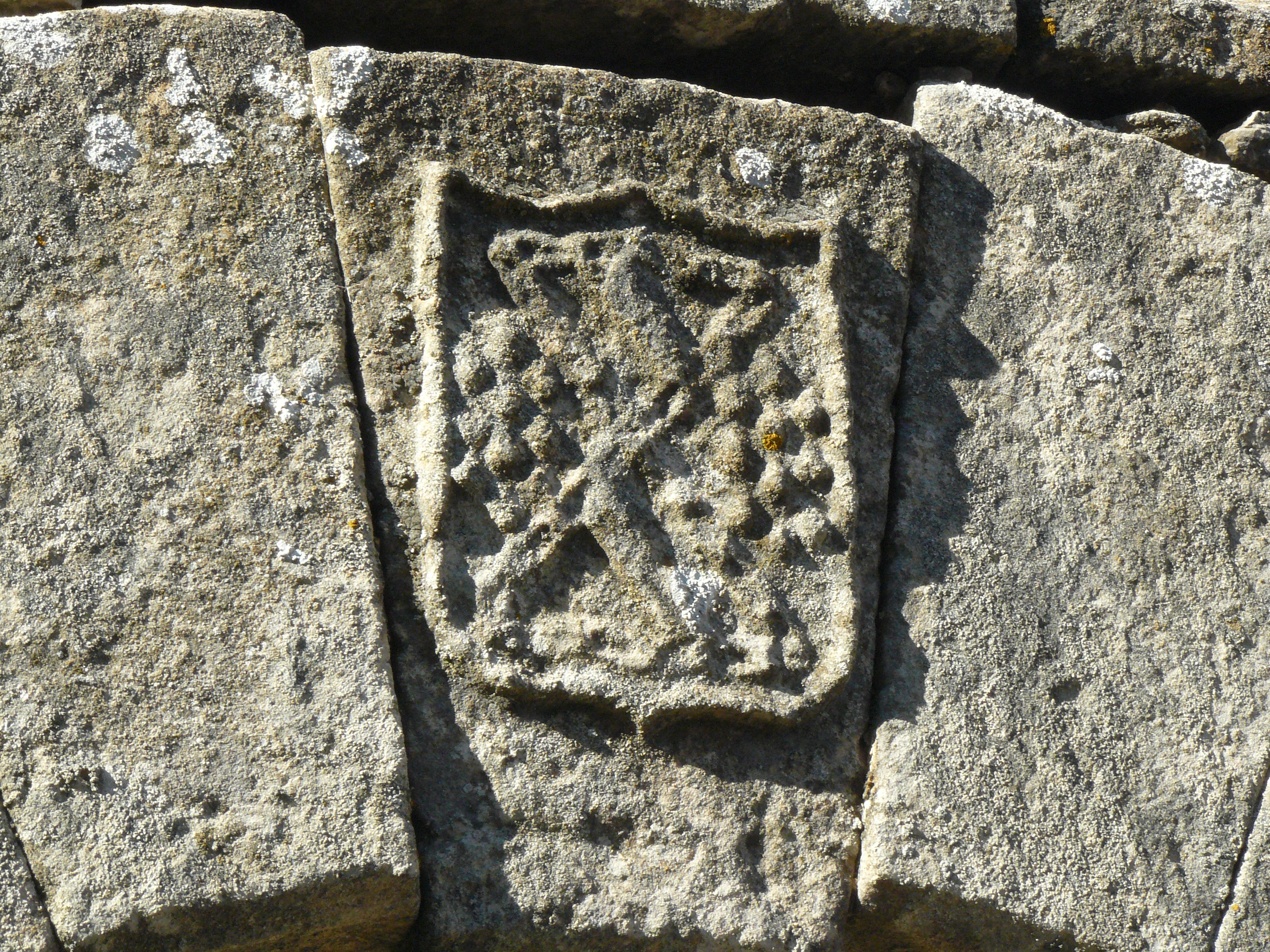
Escudo heráldido
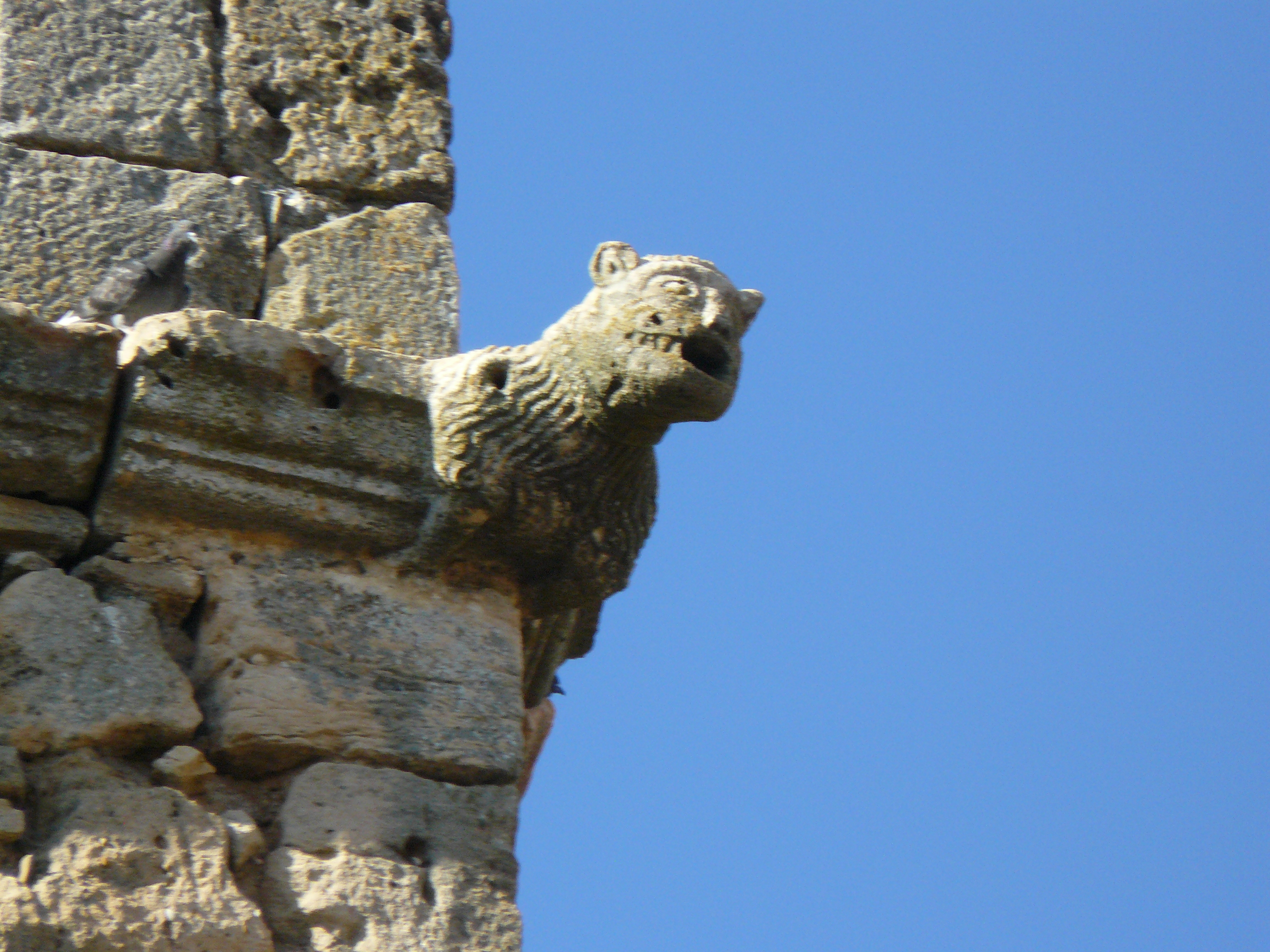
Gárgola de la torre